# 段隆
段隆，亦称信苴隆，段正之子，（一說為段慶之子），是蒙古轄下的第六位大理總管。
元仁宗延祐四年（1317年），袭任大理总管。延祐六年（1319年），元廷诏准凡土官無子，按当地习俗，卽以妻代管。泰定帝致和元年（1328年），稱老致仕，由其子段俊继任。一说元文宗至顺元年（1330年）致仕。